# Georg Johann Maydell
Georg Johann Maydell, auch Maidel oder Maijdell (* 1648 in Etz in Wierland; † 1710 in Reval), war ein schwedischer Freiherr und zuletzt General der schwedischen Armee und Oberbefehlshaber der schwedischen Truppen in Finnland.

## Familie
Georg Johan Maydell war der Sohn von Otto Johann Maidel. Sein Vater starb sehr früh, und dessen Schwester Agneta, Ehefrau des Generalleutnant von Löwen, zog ihn auf Schloss Lohde in Estland groß.
Im Jahre 1680 heiratete er Hedwig Helene von Taube, Tochter des Frommhold Taube von Etz, Fähna und Kohne und der Baronin Margarethe von Löwen, in Estland. Hedwig Helene Maidel starb im Jahre 1690 und hinterließ ihm drei Söhne und zwei Töchter.
Seine zweite Ehefrau war Freiin Helene Creutz, Tochter des schwedischen Reichsrates und General-Admirals Freiherr Lorenz Creutz. Die zweite Ehe blieb kinderlos. Freifrau Helene Maidel starb im Jahre 1730.
Kinder aus erster Ehe:
- Freiin Margarethe Elisabeth von Maydell[2] (* 17. April 1681; † 22. April 1767 in Roslagen), Gemahlin von Berend Otto Stackelberg auf Hallinap, schwedischer Feldmarschall
- Freiherr Otto Johann von Maydell[2] (* 5. April 1682; †  unbekannt), Generalfeldmarschall der russischen Armee
- Freiherr Friedrich Wilhelm von Maydell[3] (* unbekannt; † vor 1744), schwedischer Major und Erbherr des Gutes Etz im Kirchspiel Jewe
- Freiherr Karl Johann von Maydell[4] (* unbekannt; † 14. November 1743 in Reval), Leutnant der schwedischen Armee
- Freiin Hedwig Helene von Maydell[4] (* Dezember 1688, † 14. Januar 1748), heiratete im Jahre 1707 den Grafen Gustav Creutz, Johann Creutzs Sohn

## Militärische Laufbahn
Um Johann Georg auf den Kriegsdienst vorzubereiten, schickte ihn sein Vormund im Jahre 1658 als Pagen in die Dienste des Kriegsrates und Feldmarschalls Freiherr von Helmfeldt. Am 3. Januar 1661 trat er als Musketier in den Kriegsdienst ein. Er wurde im Regiment des Obersts Franz Knorring ausgebildet. Die Garnison dieses Regimentes war die Stadt Narva. Bereits im Juli desselben Jahres war Maydell Kolonnenführer im schonischen Regiment des Obersts von Gerthen. Am 3. Februar 1662 wurde er als Fähnrich in das Åbo-län-Regiment in Finnland abgeordnet, dieses wurde vom Gouverneur von Riga Pehr Sparre kommandiert. Nach drei weiteren Jahren in diesem Regiment ersuchte der junge Offizier um die Genehmigung, seine Ausbildung im Ausland fortzuführen. Sein Ziel war es, im Regiment des spanischen Oberst Georg Dauhren, der in der Hansestadt Hamburg auf Werbungszug war, beizutreten, um am Krieg zwischen Spanien und Frankreich teilzunehmen. Am 6. Juni 1665 wurde er dann auch als Fähnrich in das Leibregiment des Obersts aufgenommen.
Maydell nahm an vielen Gefechten und Belagerungen des Krieges teil, wurde 1667 zum Kapitänleutnant ernannt und ein Jahr später zum Kapitän. Als die schwedische Regierung ihre im Ausland in Militärdienst stehenden Offiziere und Mannschaften nach Schweden zurückrief, folgte auch Maydell. Am 6. März nahm er, mit vortrefflichem Zeugnis, seinen Abschied aus der spanisch-niederländischen Armee.
In schwedischen Diensten wurde er in Anerkennung seiner militärischen Verdienste zum Oberstleutnant befördert. Er wurde dem Dragonerregiment des Obersts Sidow in Stade zugeteilt. Im August nahm Maydell an der Schlacht bei Halmstadt teil. Er führte eine Schwadron schonischer Reiter am linken Flügel an.
1677 übernahm Maydell im Nordischen Krieg die Verteidigung der Insel Öland und des Schlosses Borgholm. Durch seine unermüdliche Wachsamkeit und sein tapferes Verhalten gelang es ihm, die Insel gegen die dänischen und holsteinischen Truppen zu halten. Nach dem Abzug der feindlichen Truppen erstattete er dem König Karl XI. persönlich Bericht. Dieser zeigte sich mit dem Ausgang sehr zufrieden.
Im Jahre 1678 wurde er mit seinen eigenen Truppen nach Livland versetzt. Das Regiment sollte gegen die brandenburgisch-preußischen Armee vorstoßen (vgl. Schlittenfahrt über das Kurische Haff), als die dafür vorgesehenen schwedischen Truppenteile aber bei der Ankunft in Reval bereits abgezogen waren, wurde das Regiment in Estland einquartiert und nach dem Friedensschluss im Jahre 1680 reduziert und aufgelöst. Maydell wurde vom König für seine Verdienste, bis zu seinem erneuten aktiven Kriegsdienst, eine jährliche Rente zugesprochen.
Am 8. Februar 1680 wurde Maydell zum Oberst ernannt und erhielt das Kommando über das Tawastehus-Län Regiment. In dieser Stellung wurde ihm und seinen Nachkommen 1693 vom König die Freiherrenwürde des schwedischen Reiches zugesprochen.

Vom schwedischen König verliehenes Familienwappen der Familie von Maydell

1696 verwaltete er als Gouverneur die Stadt Helsingfors, das heutige Helsinki. Zwei Jahre später erwarb er von seinem Schwager Otto Johann Traube für 12.100 Reichsthaler das Gut Etz in Estland. Kurz nach dem Beginn des Großen nordischen Krieges wurde Maydell zum Generalmajor ernannt.
Im Jahre 1701 nahm er an der Schlacht an der Düna teil. 1703 wurde Maydell in Warschau für seine hervorragenden Dienste zum Generalleutnant ernannt. Danach wurde er nach Finnland beordert, um die schwedische Provinz vor dem Einmarsch der Russen zu schützen. Die Streitkräfte, über die er in Finnland verfügte, waren aber nur gering in der Zahl. Dennoch hielt der den Angriffen der Russen zunächst stand und brachte ihnen Niederlagen bei. Nach dem Verlust der Nöteborg und der Nyenschantz war es Maydell aber nicht mehr möglich, die südliche Provinz Ingermanland zu halten. Die schwedischen Truppen zogen sich in der Folge des Verlustes in die Festung Wyborg zurück.
Am 6. Januar 1706 erfolgte die Ernennung zum General der Infanterie. Nachdem die Russen 1706 über die finnische Grenze marschiert und bei Systerbäck die schwedischen Truppen geschlagen hatten, verteidigte Maydell erfolgreich die Festung Wyborg gegen die Truppen des Zaren.
Am 2. Januar 1707 bat der inzwischen 59-jährige Maydell um seinen Abschied aus dem aktiven Kriegsdienst. Die Bitte wurde „allergnädigst“ vom König bewilligt. Er zog sich daraufhin nach Estland auf seinen Landsitz zurück. Er starb im Jahre 1710 in Reval.

## Schlachten
1677
- Verteidigung der Insel Öland und des Schlosses Borgholm

1700
- Verteidigung von Riga
- Schlacht bei Narva

1701
- Schlacht an der Düna

1702
- Schlacht bei Klissow

1706
- Verteidigung von Wyborg